# Sussaute (Pyrénées-Atlantiques)
Pour les articles homonymes, voir Sussaute.
Sussaute est une ancienne commune française du département des Pyrénées-Atlantiques. Le 14 juin 1842, la commune fusionne avec Arbouet pour former la nouvelle commune de Arbouet-Sussaute.

## Géographie
Sussaute fait partie du Lauhire et du pays de Mixe, dans la province basque de Basse-Navarre.

## Toponymie
Son nom basque est Zohota.
Le toponyme Sussaute apparaît sous les formes 
Sansctus Martinus de Sosaute (1160), 
Sosaute (1219 et 1350), 
Sosaute et Sossaute (respectivement 1384 et 1405, notaires de Navarrenx), 
Susauta (1513, titres de Pampelune), 
Susaute (1519, titres de Mixe) et 
Sussante (1793).

## Démographie
En 1350, 11 feux sont signalés à Sussaute.
Le recensement à caractère fiscal de 1412-1413, réalisé sur ordre de Charles III de Navarre, comparé à celui de 1551 des hommes et des armes qui sont dans le présent royaume de Navarre d'en deçà les ports, révèle une démographie en forte croissance. Le premier indique la présence de 7 feux, le second de 23 (19 + 4 feux secondaires). 
Le recensement de la population de Basse-Navarre de 1695 dénombre 50 feux.
| 1793 | 1800 | 1806 | 1821 | 1831 | 1836 |
| ---- | ---- | ---- | ---- | ---- | ---- |
| 225  | 247  | 252  | 235  | 261  | 237  |

## Pour approfondir